# Rudolf Koechlin
Rudolf Ignaz Koechlin (* 11. November 1862 in Wien; † 11. Februar 1939 ebenda) war ein österreichischer Mineraloge.

## Leben
Rudolf Koechlin entstammte dem elsässischen Ast einer weit verzweigten Familie von Erfindern, Ingenieuren, Industriellen und Künstlern, die über Jahrhunderte in Mülhausen ansässig war. Zu seinen Cousins zweiten Grades gehörten der Offizier und Politiker Carl, die Ingenieure Maurice und René, der Industrielle und Rennfahrer Paul sowie der Komponist Charles Koechlin. Rudolf Koechlin war der Sohn eines Architekten, seine Mutter Maria Ferstel war die Schwester des Architekten Heinrich von Ferstel. Sein Schwager war der Mineraloge Aristides Brezina. Zur Mineralogie kam er durch die Mineraliensammlung seines Onkels F. M. von Friese. Er studierte Naturwissenschaften, Mathematik und speziell Geowissenschaften an der Universität Wien und wurde 1887 mit einer Dissertation in Mineralogie promoviert. Zu seinen Lehrern zählten Gustav Tschermak und Albrecht Schrauf. Ab 1884 war er freiwilliger Mitarbeiter am Mineralienkabinett des Naturhistorischen Museums in Wien und organisierte den Umzug in die neuen Räumlichkeiten am Ring in Wien. 1912 wurde er Kustos 1. Klasse und 1920 Direktor der Mineralogisch-Petrographischen Abteilung des Museums. 1922 wurde er Hofrat und ging in Pension. Im selben Jahr wurde er korrespondierendes Mitglied der Österreichischen Akademie der Wissenschaften.
Koechlin befasste sich vor allem mit Mineralien aus dem Gebiet der Tauern. Er war Mitglied der Wiener Mineralogischen Gesellschaft und trug zu dem von dieser veröffentlichten Mineralogischen Taschenbuch (1911) bei. Er gilt als Erstbeschreiber des Minerals Laurionit.
Das Mineral Koechlinit wurde ihm zu Ehren benannt.